# Рассел, Фрэнсис, 4-й граф Бедфорд
Фрэнсис Рассел (англ. Francis Russell, 4th Earl of Bedford; 1587 — 9 мая 1641) — английский аристократ, 2-й барон Рассел из Торнхау с 1613 года и 4-й граф Бедфорд с 1627 года, член Тайного совета. Известен как автор проекта по осушению болот Кембриджшира, инициатор застройки Ковент-Гардена. В начале политического кризиса, переросшего в гражданскую войну, принадлежал к оппозиции, но добивался компромисса.

## Биография
Фрэнсис Рассел принадлежал к младшей ветви аристократической семьи, представители которой с 1395 года избирались в Палату общин Англии от графства Дорсет и с 1550 года носили титул графа Бедфорда. Он родился в 1587 году в семье Уильяма Рассела, младшего сына второго графа, и его жены Элизабет Лонг. Рассел-старший сделал карьеру военного и получил в 1603 году титул барона Рассела из Торнхау. В 1610 году Фрэнсис заседал в Палате общин как депутат от Лими Реджиса в Дорсете. 9 августа 1613 года, после смерти отца, он унаследовал семейные владения и баронский титул. В 1623 году барон получил должность генерал-лейтенанта Девона, а 3 мая 1627 года стал 4-м графом Бедфордом после смерти своего бездетного кузена Эдуарда. В 1628 году Рассел поддержал Палату общин в её конфликте с королём, из-за чего даже оказался на время под арестом.
В 1630-х годах Рассел сосредоточился на управлении своими владениями. Он застроил сквер Ковент-Гарден, встал во главе землевладельцев, взявшихся за осушение Фенских болот в Кембриджшире. Участники этого предприятия должны были получить в общей сложности 95 тысяч акров новых сельхозугодий, из которых 12 тысяч следовало передать короне. Граф потратил огромные деньги, но в 1638 году был вынужден передать свои права королю, который пожаловал ему другие земли в качестве компенсации.
В Коротком парламенте 1640 года Рассел стал одним из лидеров оппозиции. Он подписался под петицией, призывавшей Карла I созвать новый парламент, заключить мир с шотландцами и уволить министров, принял участие в переговорах, которые привели к заключению Рипонского договора. В Долгом парламенте граф считался неформальным главой «партии компромисса»: он хотел ради выхода из политического кризиса урезать полномочия короля в обмен на увеличение его доходов, отправить в отставку графа Страффорда, сохранив ему жизнь, и оставить на своих постах основных церковных иерархов. В феврале 1641 года Рассел стал членом Тайного совета, ему была обещана должность лорда-казначея. В разгар парламентской борьбы, 9 мая 1641 года, граф умер от оспы. Его похоронили в Бедфордской часовне церкви Святого Михаила в Ченисе (Бакингемшир).

## Семья
26 февраля 1609 года Рассел женился на Кэтрин Бриджес, дочери Джайлса Бриджеса, 3-го барона Чандоса, и Фрэнсис Клинтон. В этом браке родились восемь детей:
- Уильям, 1-й герцог Бедфорд (август 1616 — 7 сентября 1700)[8];
- Фрэнсис (умер в апреле 1641)[8];
- Джон (1620—1687)[8];
- Эдуард (умер 21 сентября 1665), отец Эдуарда Рассела, 1-го графа Орфорда[8];
- Кэтрин (1618 — 1 декабря 1676), жена Роберта Гревилла, 2-го барона Брука[8];
- Маргарет (умерла в ноябре 1676), жена Джеймса Хэя, 2-го графа Карлайла, и Эдуарда Монтегю, 2-го графа Манчестера[8];
- Энн (около 1620 — 26 января 1697), жена Джорджа Дигби, 2-го графа Бристоля[8];
- Диана (около 1624 — 30 января 1695), жена Фрэнсиса Ньюпорта, 1-го графа Брэдфорда[8].

Графиня надолго пережила мужа и умерла в январе 1657 года.